# Typhlarmadillidium ruffoi
Typhlarmadillidium ruffoi là một loài chân đều trong họ Armadillidiidae. Loài này được Ferrara & Taiti miêu tả khoa học năm 1996.